# Alyssa Kleiner
Alyssa Kleiner (* 1. April 1993) ist eine ehemalige US-amerikanische Fußballspielerin.

## Karriere
Während ihres Studiums an der Santa Clara University spielte Kleiner von 2011 bis 2014 für die dortige Universitätsmannschaft der Santa Clara Broncos. Im April 2015 wurde sie als Amateurspielerin in den erweiterten Kader des NWSL-Teilnehmers Portland Thorns FC berufen und debütierte dort am 9. Mai im Heimspiel gegen das Franchise der Washington Spirit. Zur Saison 2016 wechselte sie im Tausch für Katherine Reynolds zu den Washington Spirit, wo sie in zwei Jahren zu 35 Ligaeinsätzen kam.
Vor der Saison 2018 absolvierte Kleiner ein Probetraining bei den North Carolina Courage, erhielt jedoch keinen Vertrag. Anfang Mai 2018 schloss sie sich dem Seattle Reign FC an, wo sie ihre Karriere nach einer Spielzeit beendete.